# 손 씻기

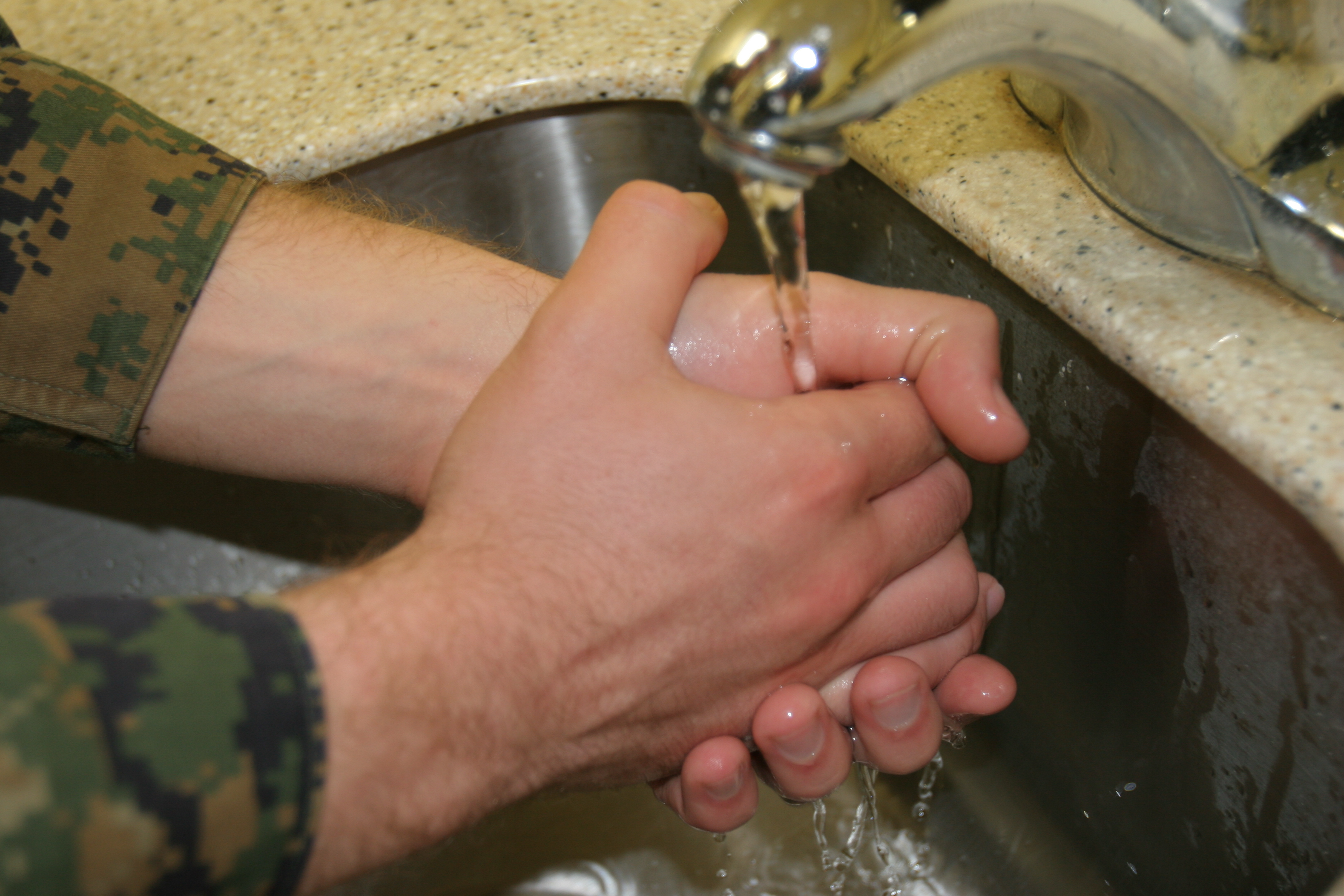

손 씻기는 손 및 손가락의 더러움이나 미생물을 제거하는 행위이다. 감염이나 식중독으로부터의 가장 쉽고, 가장 저렴하고, 적은 시간을 들이면서도 질병을 예방하는 가장 효과적인 방법이다.

## 역사
아랍에서는 우두(الوضوء)의식으로 인해 6세기부터 손씻기가 대중화되었으며 서양권에서 손 씻기에 대한 중요성은 19세기 중반 손 위생학의 두 선구자, 오스트리아의 빈에서 일했던 헝가리 의사 이그나츠 젬멜바이츠와 영국의 "현대 간호학의 창시자"인 플로렌스 나이팅게일에 의해 처음으로 인정되었다. 그 당시 대부분의 사람들은 감염이 미아즈마라고 불리는 악취에 의해 발생한다고 믿었다.
1980년대에, 식중독 발병과 건강관리 관련 감염의 영향으로 미국 질병통제예방센터가 감염의 확산을 막기 위한 중요한 방법으로서 손위생을 더욱 적극적으로 장려하도록 이끌었다. 2009년 신종 플루 발생과 2020년 COVID-19 대유행으로 인해 많은 국가에서 이러한 전염병으로부터 자신을 보호하기 위해 비누로 손을 씻는 것이 중요하다는 인식이 높아졌다. 예를 들어, "정확한 손 씻기 기술"을 가진 포스터는 독일의 공중 화장실과 사무실 건물과 공항의 화장실에서 손 세면대 옆에 걸려 있었다. 집에 돌아오면 꼭 손을 씻어야 한다.

## 같이 보기
- 항생제 저항성
- 식품안전
- 세계 손씻기의 날
- 병원감염
- 직접적 생물안전
- 공중보건
- 환자안전
- 소독용 알코올